# Hermann von Heinemann
Hermann von Heinemann est un entomologiste allemand, né le 1er mars 1812 à Helmstedt et mort le 18 décembre 1871 à Brunswick. Il s'est d'abord spécialisé dans l'étude des coléoptères et plus tard des lépidoptères.
La collection de microlépidoptères de Heinemann se trouve au Musée de Basse-Saxe (Niedersachsisches Landesmuseum) à Hanovre. Sa collection de macrolépidoptères et de coléoptères a quant à elle disparu.

## Biographie
Issu de la famille von Heinemann (de), Heinemann étudie le droit à Göttingen et à l'université d'Iéna à partir de 1833,. Au cours de ses études, il intègre plusieurs Burschenschaft. Il devient membre de la « Burschenschaft Allemannia Göttingen » en 1831 et de la « Burschenschaft Arminia Jena » l'année suivante. Cet engagement lui est en défaveur après ses études : soupçonné d'activités démagogiques en tant que membre de la Burschenschaft, il reste un certain temps sans emploi. Pendant cette période, il s'intéresse à l'entomologie. Plusieurs années plus tard, il est tout de même admis au premier et au deuxième examen d'État en droit. Il entreprend une carrière d'avocat administratif, devient avocat stagiaire et à partir de 1844 secrétaire des douanes à l'administration douanière et fiscale de Brunswick. En 1851, il devient assesseur et en 1854 conseiller fiscal.
Au début, il collectionne principalement des coléoptères, mais à partir des années 1840, il collectionne de plus en plus de papillons. Il a d'abord décrit quelques petits papillons comme Prays ruficeps (syn. Oecophora ruficeps). Dès 1858, il publie une monographie sur les papillons en Allemagne, dont les volumes sur les petits papillons sont particulièrement importants. Sa monographie fut achevée par Maximilian Ferdinand Wocke d'après les notes de Heinemann. Heinemann étudiait en particulier les papillons de nuit et a  attiré l'attention internationale avec  une nouvelle systématique et une description du genre Nepticula.

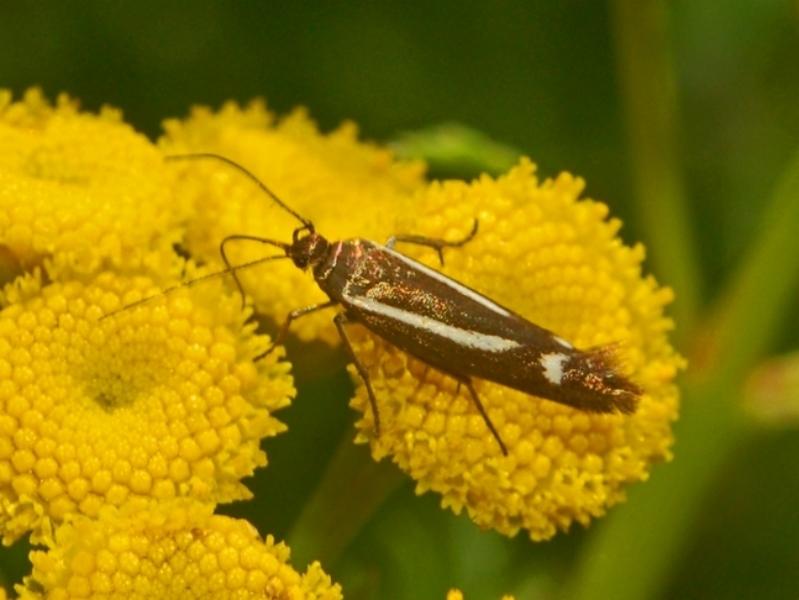
Un papillon nommé d'après Hermann von Heinemann : Scythris hemeinanni.

Certains papillons sont nommés en son honneur, comme le Scythris hemeinmann (Möschler 1869, syn. Butalis hemeinmann).

## Publication
- Die Schmetterlinge Deutschlands und der Schweiz : nebst analytischen Tabellen zum Bestimmen der Schmetterlinge (Les papillons d'Allemagne et de Suisse), publié à Brunswick par Friedrich Vieweg u. Sohn[2].